# ATP Challenger Tyler
Der ATP Challenger Tyler (offiziell: Texas Spine & Joint Men’s Championships) ist ein Tennisturnier, das seit 2023 in Tyler, Texas, stattfindet. Es gehört zur ATP Challenger Tour und wird im Freien auf Hartplatz gespielt. Schon 2001 und 2002 fand an gleicher Stelle ein Turnier statt.

## Liste der Sieger

### Einzel
| Jahr                         | Sieger                    | Finalgegner        | Ergebnis        |
| ---------------------------- | ------------------------- | ------------------ | --------------- |
| 2025                         | Wu Yibing                 | Zhou Yi            | 6:4, 3:6, 6:3   |
| 2024                         | James Trotter             | Brandon Holt       | 6:2, 7:63       |
| 2023                         | Nicolas Moreno de Alboran | Michail Kukuschkin | 6:78, 7:60, 6:4 |
| 2003–2022: nicht ausgetragen |                           |                    |                 |
| 2002                         | Paul Goldstein            | Mardy Fish         | 6:74, 6:4, 6:3  |
| 2001                         | Noam Okun                 | Vincent Spadea     | 7:5, 6:2        |

### Doppel
| Jahr                         | Sieger                          | Finalgegner                         | Ergebnis  |
| ---------------------------- | ------------------------------- | ----------------------------------- | --------- |
| 2025                         | Finn Reynolds James Watt        | Álex Martínez Adrià Soriano Barrera | 6:3, 6:1  |
| 2024                         | Hans Hach Verdugo James Trotter | Andrés Andrade Abedallah Shelbayh   | 7:63, 6:4 |
| 2023                         | Alex Bolt Andrew Harris         | Evan King Reese Stalder             | 6:1, 6:4  |
| 2003–2022: nicht ausgetragen |                                 |                                     |           |
| 2002                         | Peter Luczak Dmitri Tursunow    | Jason Marshall Anthony Ross         | 6:1, 6:4  |
| 2001                         | Stephen Huss Paul Rosner        | Mardy Fish Jeff Morrison            | 6:4, 6:2  |